# Sestratyn
Sestratyn (ukr. Сестрятин) – wieś na Ukrainie, w rejonie radziwiłłowskim obwodu rówieńskiego.
Mateusz Leśniowski, kasztelan bełski drogą kupna i bogatego ożenku wszedł w posiadanie znacznych dóbr na Wołyniu, m.in. Korsowa (główna rezydencja) i Sestratyna, na ich gruntach założył miasto Leśniów.